# Andrzej Mularczyk

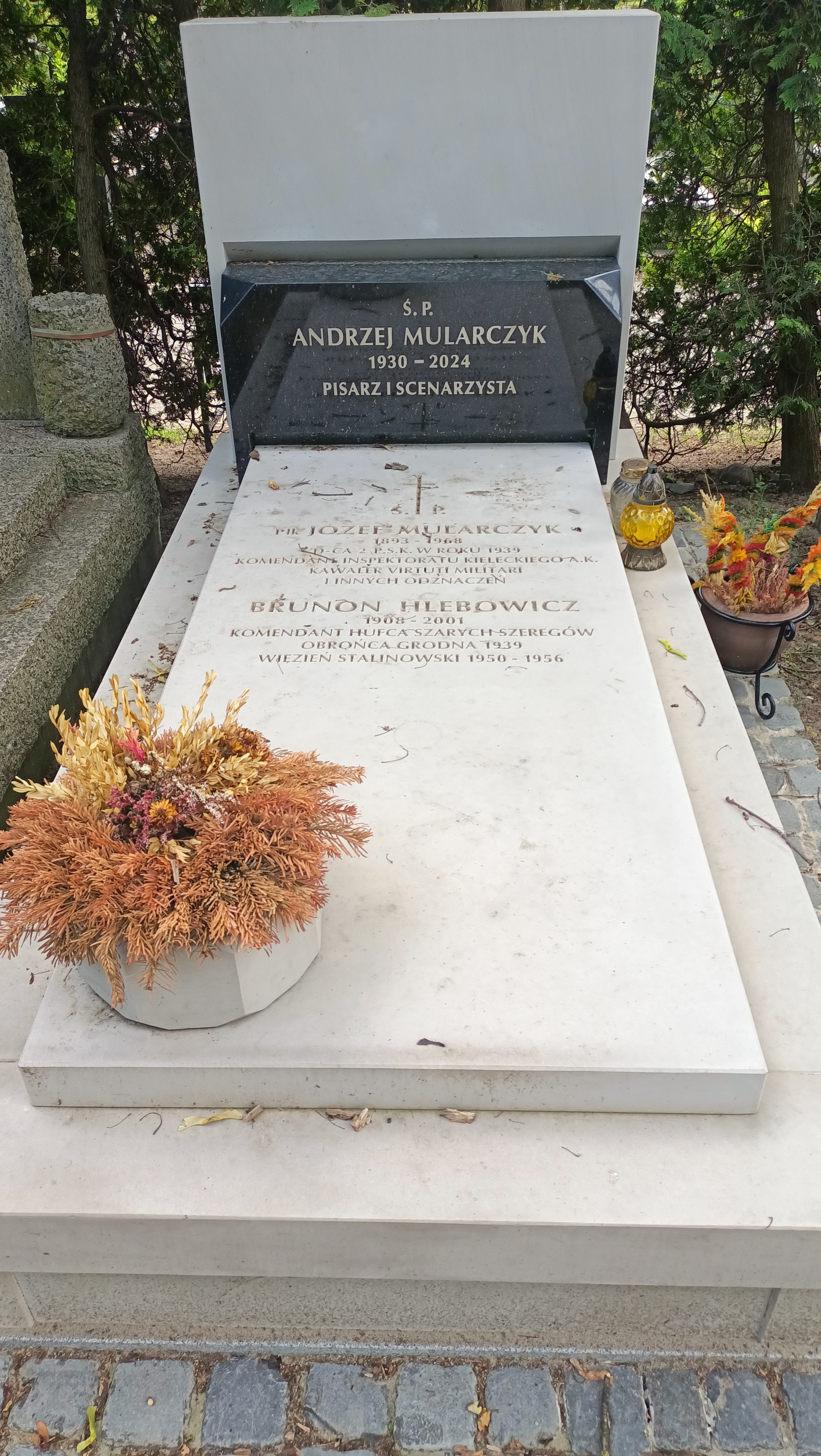
Grób Andrzeja Mularczyka na cmentarzu Wojskowym na Powązkach

Andrzej Edward Mularczyk (ur. 13 czerwca 1930 w Warszawie, zm. 20 czerwca 2024 tamże) – polski pisarz, scenarzysta filmowy, autor reportaży, twórca słuchowisk radiowych.

## Życiorys
Miejscem jego debiutu literackiego było konspiracyjne pismo „Dźwigary”, które zamieściło jego publikację (anonimowo) w 1943. Po wojnie uczęszczał do Gimnazjum im. Tadeusza Reytana w Warszawie. W 1949 rozpoczął działalność dziennikarską, jednocześnie studiując na Wydziale Dziennikarstwa Uniwersytetu Warszawskiego. Studia te ukończył w 1955, w tym samym roku wstąpił do Związku Literatów Polskich. W latach 1948–1955 był członkiem ZMP.
W 1953 nawiązał współpracę z Polskim Radiem, a w 1955 został tam zatrudniony na stałe. Był reporterem i publicystą tygodnika „Świat”. W 1964 został członkiem Stowarzyszenia Filmowców Polskich. W latach 1970–1977 pracował jako kierownik literacki w Zespole Filmowym Iluzjon. Członek Stowarzyszenia Pisarzy Polskich i Polskiej Akademii Filmowej.
Wśród około 40 filmów powstałych na podstawie jego scenariuszy znalazły się trylogia Sami swoi, Nie ma mocnych i Kochaj albo rzuć, a także serial telewizyjny Dom. Współtworzył również scenariusz do filmu Katyń Andrzeja Wajdy. Autor publikacji Post mortem: Katyń – opowieść filmowa poświęconej zbrodni katyńskiej. Pod pseudonimem Andrzej Jurek wspólnie z Jerzym Janickim napisał scenariusz filmu Liczę na wasze grzechy.
Syn legionisty Józefa Mularczyka, był bratem pisarza Romana Bratnego.
28 czerwca 2024 został pochowany na cmentarzu Wojskowym na Powązkach w Warszawie (kwatera II B 24, rząd 6, grób 7).

## Twórczość

### Filmografia (scenariusz)
- 1958: Miasteczko
- 1964: Przerwany lot
- 1966: Ktokolwiek wie...
- 1967: Sami swoi
- 1967: Julia, Anna, Genowefa...
- 1971: Jeszcze słychać śpiew. I rżenie koni...
- 1971: Na przełaj
- 1973: Sobie król
- 1973: Droga
- 1974: Nie ma mocnych
- 1974: Cień tamtej wiosny
- 1974: Głowy pełne gwiazd
- 1975: Niespotykanie spokojny człowiek
- 1976: Ostatnie takie trio
- 1977: Kochaj albo rzuć
- 1978: Rodzina Połanieckich
- 1978: Wielki podryw
- 1980: Dom
- 1982: Wyjście awaryjne
- 1982: Jest mi lekko
- 1983: Marynia
- 1986: Rykowisko
- 1988: Pięć minut przed gwizdkiem
- 1988: Cesarskie cięcie
- 1989: Goryl, czyli ostatnie zadanie...
- 1994: Jest jak jest
- 1999: Wrota Europy
- 2004: Cudownie ocalony
- 2007: Katyń (z Andrzejem Wajdą)
- 2010: Blondynka
- 2016: Powidoki
- 2024: Sami swoi. Początek[9]

### Publikacje książkowe
- Towarzysze z Dąbrowy (współautor: Jerzy Janicki, 1953)
- Karuzela (1954)
- Gwiazdy w kałużach (1957)
- Metryki do wglądu (współautor: Krzysztof Kąkolewski, 1963)
- Sami swoi (1967)
- Co się komu śni (1968)
- Jeszcze słychać śpiew i rżenie koni. Opowieści filmowe (1971)
- Nie ma mocnych (1974)
- To co zdarzy się jutro (1975)
- Musisz to wypić do dna (1976)
- Niespotykanie spokojny człowiek (1977)
- Kwiaty z pierza (1978)
- Świeży zapach dzikiej mięty (1979)
- Wielki podryw (1979)
- Czyim ja żyłem życiem (1983)
- Cudownie ocalony (1989)
- Drzazga (1989)
- Siostra. Historia pewnej zbrodni (1990)
- Śmietnik Pana Boga (1993)
- Kochaj albo rzuć (1994)
- Polskie miłości (1998)
- Dom. Opowieść filmowa (współautor: Jerzy Janicki, 1998)
- Cicho, szeptem i na ucho (2006)
- Polskie miłości i pięć nowych opowieści (2006)
- Post mortem. Katyń. Opowieść filmowa (2007)
- Każdy żyje jak umie (2011)
- Ścieżka (2015)
- Co się komu śni i inne historie (2015)

### Antologia
W 2006 nakładem toruńskiego Wydawnictwa Adam Marszałek ukazała się drukiem tekstowa antologia ze scenariuszami słuchowisk Andrzeja Mularczyka, zatytułowana Cicho, szeptem i na ucho, będąca pierwszą częścią serii Słuchowiska Polskiego Radia. Na zbiór złożyły się oryginalne teksty piętnastu słuchowisk emitowanych na antenie Polskiego Radia w latach 1981–2005 i wyprodukowanych przez Teatr Polskiego Radia:
1. Z głębokości wód,
2. W każdą pierwszą niedzielę,
3. Goryl, czyli ostatnie zadanie,
4. Dom na kościach, czyli do zobaczenia nasza nadziejo,
5. Cyrk odjechał, lwy zostały,
6. Oszołom,
7. Solo na trąbkę,
8. Wolny pies Iwan,
9. Ta piękna, co zeszła na psy,
10. Radosna orkiestra wiecznego spoczynku,
11. Drugi brzeg, czyli pan młody w żałobie,
12. Bolero,
13. Cicho, szeptem i na ucho,
14. Koniec świata jest co dzień,
15. Happening, czyli nocna komedia z karawanem w tle.

## Odznaczenia i wyróżnienia
- 1975 – Złoty Krzyż Zasługi
- 1975 – Odznaka „Zasłużony Działacz Kultury”
- 1975 – Medal Komisji Edukacji Narodowej[11]
- 1975 – Nagroda Przewodniczącego Komitetu ds. Radia i Telewizji za twórczość radiową i telewizyjną[12]
- 1988 – Nagroda I stopnia Ministra Obrony Narodowej w dziedzinie literatury
- 1989 – Prix Italia w kategorii fikcja za scenariusz słuchowiska radiowego Z głębokości wód
- 1996 – Prix Italia w kategorii fikcja za scenariusz słuchowiska radiowego Cyrk odjechał, lwy zostały
- 1996 – Nagroda główna Ostankino Prize '96 za Balkon przy głównej ulicy[13]
- 1996 – Honorowy Wielki Splendor[14]
- 2001 – Krzyż Oficerski Orderu Odrodzenia Polski (za wybitne zasługi w pracy artystycznej)[15]
- 2001 – Super Wiktor za całokształt twórczości[16]
- 2005 – Diamentowy Mikrofon (za wszechstronną twórczość radiową, szczególnie w dziedzinie dramaturgii oraz za współtworzenie przez 45 lat wyjątkowej powieści radiowej „W Jezioranach”)[4]
- 2010 – Srebrny Medal „Zasłużony Kulturze Gloria Artis”[17]
- 2011 – Krzyż Komandorski Orderu Odrodzenia Polski (za wybitne zasługi dla Polskiego Radia)[18]